# Рахматова, Дилноза Бакировна
Дилноза Бакировна Рахматова (узб. Dilnoza Bakirovna Rahmatova; 7 февраля 1998 года, Узбекистан) — узбекская гребец-каноистка в одиночном и парном разряде в основном в заплыве на 200 и 500 метров, член сборной Узбекистана. Чемпионка Азии, призёр Азиатских игр и Чемпионата мира, участница XXXII Летних Олимпийских игр.

## Карьера
С 2012 года тренируется в сборной Узбекистана у Рустама Мирзадиярова. В 2015 году на Чемпионате мира по гребле на байдарках и каноэ среди молодёжи в Монтемор-у-Велью (Португалия) на дистанции 200 метров завоевала бронзовую медаль, а в парном разряде на 200 метров серебро.
В 2017 году на Чемпионате Азии по гребле на байдарках и каноэ в Шанхае (Китай) в парном направлении с Нилуфар Зокировой в заплыва на 200 метров завоевала золотую медаль, а в заплыве на 500 метров серебро. В этом же году удостоилась Государственной премии имени Зульфии.
В 2018 году на Летних Азиатских играх в Джакарте (Индонезия) в парном направлении с Нилуфар завоевала серебряную медаль в заплыва на 500 метров, а также в одиночном заплыве на 200 метров завоевала бронзовую медаль.
В 2019 году на Чемпионате мира по гребле на байдарках и каноэ среди молодёжи в Питешти (Румыния) в парном направлении с Нилуфар Зокировой с результатом 43.340 секунд завоевала золотую медаль в заплыва на 200 метров. На Чемпионате мира по гребле на байдарках и каноэ в Цеглед (Венгрия) в парном направлении с Нилуфар в заплыва на 200 метров завоевала бронзовую медаль с результатом 46.60 секунд. Помимо этого они на дистанции 500 метров финишировали пятыми и таким образом удостоились путёвки на Летние Олимпийские игры в Токио (Япония). В этом же году на Кубке президента России в Москве на дистанции 500 метров финишировали с Нилуфар второй с результатом 1:59,046 минут. В 2019 году на втором этапе Кубка мира по гребле на байдарках и каноэ в Дуйсбурге (Германия) завоевали серебряные медали.
На XXXII Летних Олимпийских играх в предварительном заплыве на дистанции 500 метров в паре с Нилуфар Зокировой показали четвёртый результат (2:04.854 минут) и таким образом будут бороться в четвертьфинале за путевку в полуфинал. В четвертьфинале они показали второй результат (2:04.450 минут) в заплыве и прошли в полуфинал.
В одиночном заплыве на дистанции 200 метров Дилноза в четвертьфинале показала третий результат (46.645 секунд), но этого не хватило для выхода в следующий круг и она закончила выступление.